# Quadrimestre
Un quadrimestre est un ensemble de 4 mois consécutifs.

## Division usuelle du calendrier grégorien
Le calendrier grégorien est divisé en trois quadrimestres :
- de janvier à avril,
- de mai à août,
- de septembre à décembre

Les semestres universitaires sont globalement calqués sur le premier et troisième quadrimestre de l'année civile; le mois de janvier, durant lequel se tiennent traditionnellement les partiels du premier semestre, faisant la jonction entre les deux.
De même, dans l'éducation nationale, les trimestres scolaires sont assez proches de ce découpage (fin du premier aux vacances de Noël, du second aux vacances de Pâques). Le troisième trimestre, largement empiété par la pause estivale, est plutôt tenu pour quantité négligeable dans l'évaluation des élèves, déjà grandement établie par les deux premiers.